# Estadio Hitachi Kashiwa
El Estadio Hitachi Kashiwa (En Japonés: 日立柏サッカー場) es un estadio de fútbol en la ciudad de Kashiwa, Prefectura de Chiba, Japón. El estadio tiene capacidad para 15 900 personas y fue construido en 1985. En el mismo hace de local el club de fútbol Kashiwa Reysol de la J1 League.

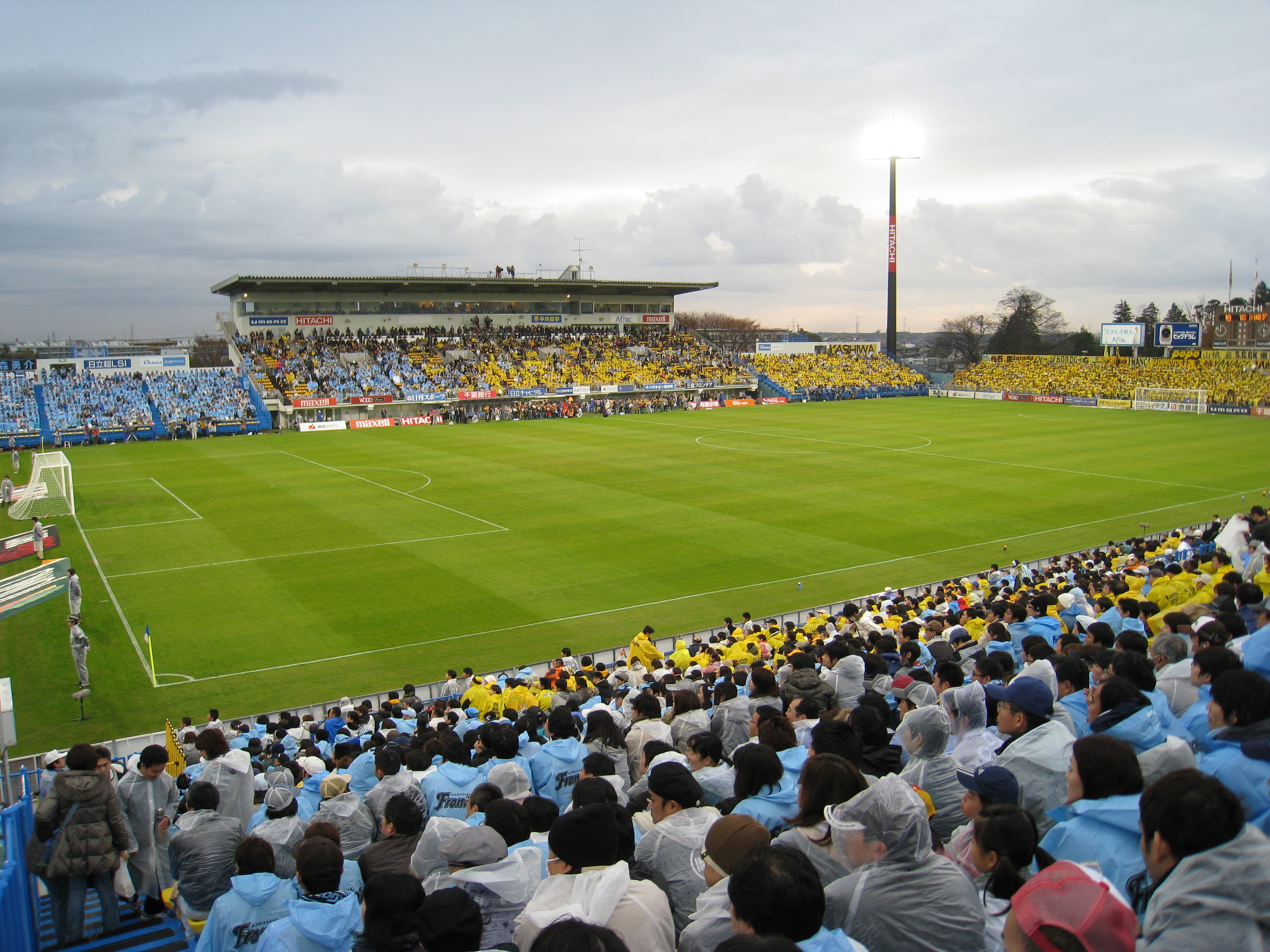
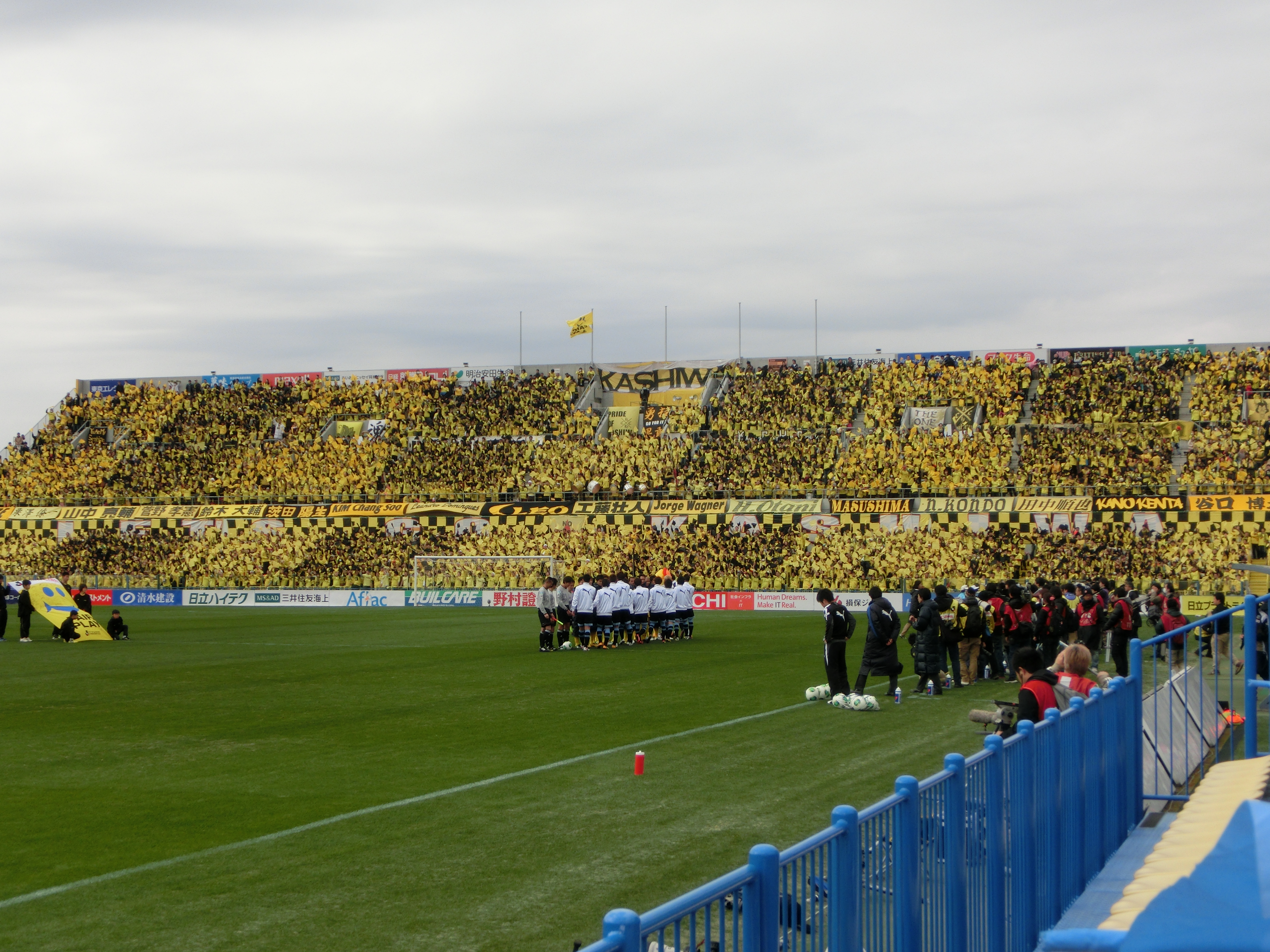
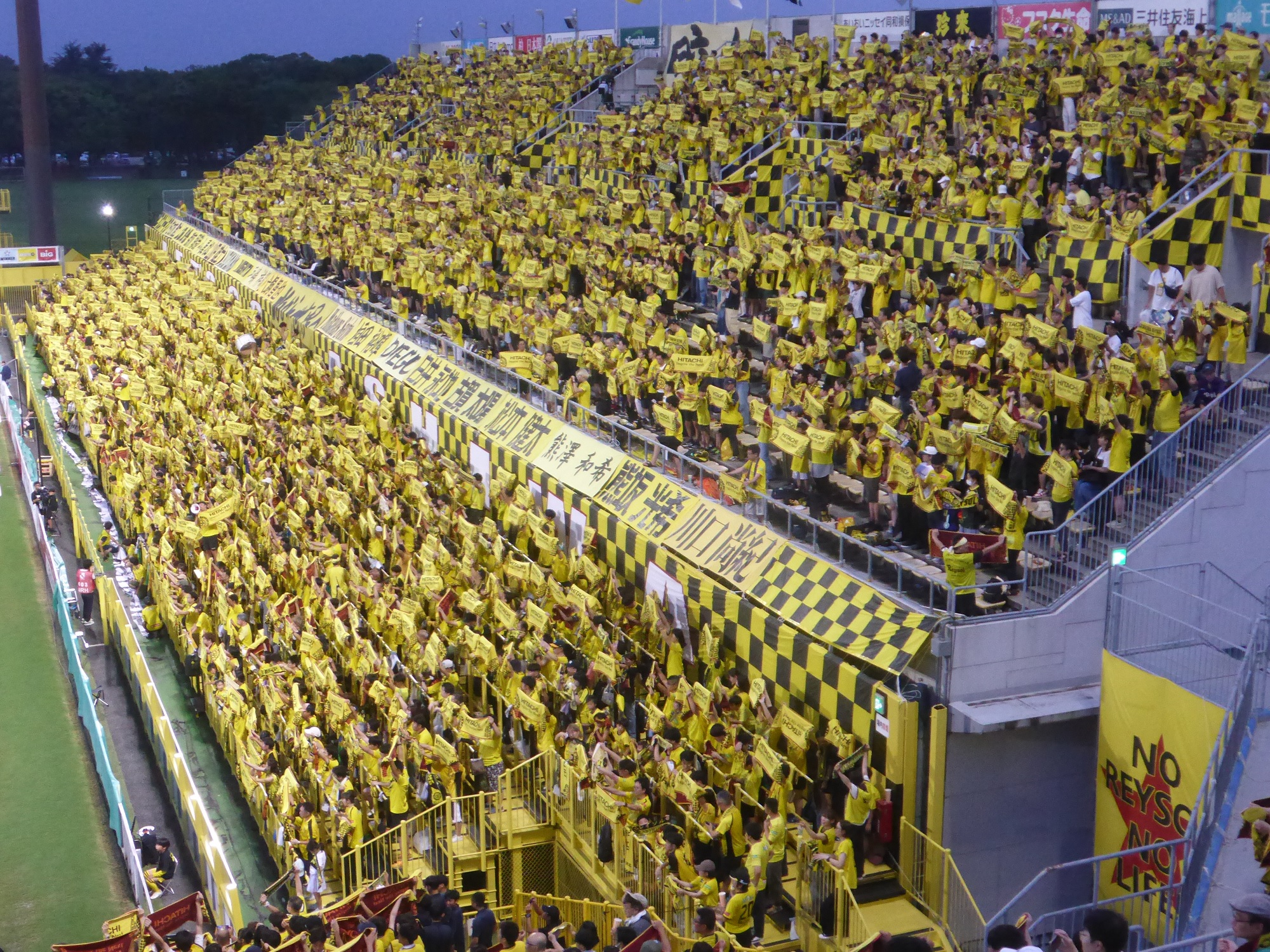